# Solveig Gulbrandsen
Solveig Ingersdatter Gulbrandsen (født 12. januar 1981) er en norsk fodboldspiller, der spiller for Stabæk i Toppserien. På klubniveau har hun tidligere spillet for Kolbotn, FC Gold Pride og Vålerenga Fotball Damer. Gulbrandsen har spillet 184 landskampe for Norge og var med til at vinde sommer-OL 2000.
'
Ved OL 2000 blev Norge nummer to i sin indledende pulje efter at have tabt 0-2 til USA, men vundet over Kina og Nigeria. I semifinalen vandt Norge over Tyskland og var dermed klar til finalen, hvor de igen skulle møde USA. Den ordinære kamp endte 2-2, men i overtiden scorede det, der blev sejrsmålet, og holdet vandt dermed guld.
Hun var også med til OL 2008 i London, hvor Norge efter en andenplads i indledende pulje tabte i kvartfinalen til Brasilien med 1-2 og dermed blev samlet nummer syv.